# Pseudotylosurus microps
Pseudotylosurus microps är en fiskart som först beskrevs av Günther, 1866.  Pseudotylosurus microps ingår i släktet Pseudotylosurus och familjen näbbgäddefiskar. Inga underarter finns listade i Catalogue of Life.